# Ben Provisor
Benjamin "Ben" Errol Provisor (26 de junio de 1990) es un luchador estadounidense de lucha grecorromana. Participó en Juegos Olímpicos de Londres 2012 consiguiendo el 11.º lugar en la categoría de 74 kg. Ganó una medalla de plata en los Juegos Panamericanos de 2011.
Su esposa Leigh Jaynes también compite en torneos de lucha.